# Swee†oxic
『swee†oxic』（スウィートキシック）は、2012年9月19日に発売されたSuGの通算15枚目、メジャー8枚目のシングルである。発売元はポニーキャニオン。

## 解説
キャッチコピーは“"トゲ可愛い"ヘヴィダンスチューン”。前作から7ヵ月半を置いてのシングル。
初回盤A,B、通常盤の3タイプでのリリース。初回盤はCDとDVDの2枚組で通常盤はCD1枚のみだが収録曲が1曲多い。通常盤のみ収録のカップリング曲はインディーズ時代の1枚目のミニアルバム『I SCREAM PARTY』収録の曲のアレンジバージョン。過去の曲をアレンジして収録するのは前シングルに続いて2度目。初回盤AのDVDにはタイトル曲「swee†oxic」のミュージックビデオとそのメイキング映像、初回盤Bにはカップリング曲「fat inside horror」のミュージックビデオとそのメイキング映像が収録予定。カップリング曲のミュージックビデオが制作される(予定)のは「Crazy Bunny Coaster」収録の「NO OUT NO LIFE」以来のことで、「小悪魔Sparkling」収録の「Five Starz 〜五枚目俳優〜」と合わせて3度目。また、初回盤のジャケットでメンバー全員の顔アップが用いられるのは「Toy Soldier」から3作連続。通常盤はオリジナルトレーディングカード(10種の内1種)が封入。また、全タイプにスペシャルプレミアムライブ応募カードが封入される。

## 収録曲

### 初回盤
CD
1. swee†oxic
  - 作詞:武瑠／作曲:yuji／編曲:Tom-H@ck
2. fat inside horror
  - 作詞:武瑠／作曲:masato／編曲:

DVD
- 初回盤A：「swee†oxic」MV、メイキング
- 初回盤B：「fat inside horror」MV、メイキング

### 通常盤
1. swee†oxic
2. fat inside horror
3. LOVE SCREAM PARTY (Rebirth version)
  - 作詞・作曲:武瑠／編曲:Tom-H@ck

## 品番
- 初回盤A：PCCA-03671
- 初回盤B：PCCA-03672
- 通常盤：PCCA-03673